# 橘丸 (東海汽船・2代)
橘丸（たちばなまる）は、東京湾汽船、東海汽船の旅客船。

## 船歴

### 東京湾の女王
設立当初は房総半島方面への航路しか有していなかった東京湾汽船だが、1907年（明治40年）に東京府の命令航路として伊豆大島および伊豆諸島にも航路を開設する。初期には100トン級、大正時代には最大で400トン弱の小型貨客船が主力を占めていたが、昭和時代に入り、歌曲「波浮の港」の大ヒットや三原山への相次ぐ投身自殺による「自殺の名所」化によって、伊豆大島への観光客が大幅に増加した。これに先立ち、東京湾汽船では旅客をメインとした貨客船である1929年（昭和4年）に「菊丸」（780トン）を、1933年（昭和8年）には「葵丸」（938トン）を建造して観光客の増加に対応させていた。しかし、「大島ブーム」を見て取った東京湾汽船では「葵丸」の姉妹船建造計画を大幅に見直し、「葵丸」の倍ある大型船を投入する事を決意した。
このような経緯で建造される事になった「橘丸」は、三菱重工業神戸造船所に建造が発注される。「橘丸」の特徴としてはいわゆる流線型を上部構造に利用した最初の「流線型客船」であったが、当初は異なるデザインだった。「大島ブーム」と同様に「流線型ブーム」を感じた東京湾汽船の専務は、「橘丸」を流線型客船にするよう要請する。しかし、南波松太郎主任設計技師の指導の下で基本設計がすでに終わっていたため、サロン、船橋および煙突の各部に流線型を採用するに留まった。1935年（昭和10年）6月3日21時30分、「橘丸」は東京湾汽船の当時のターミナルである霊岸島から初の商業航海に出発し、木更津沖で時間調整の後、6月4日5時に元村沖、7時に下田港に到着した。就航後は世間のみならず船舶ファンや日本商船界からも大いに注目を集め、「東京湾の女王」という異名を授けられた。しかし、大型ゆえに難問もあった。それらは主に「橘丸」が主因のものではなく、「橘丸」を迎えるインフラストラクチャー、すなわち港湾施設であるとか、世情に主因があった。港湾施設の面では、当時の下田港や伊豆大島の港湾施設は「橘丸」の接岸に対応できなかった。下田港では1937年（昭和12年）に岸壁が完成するまで、伊豆大島では1940年（昭和15年）に岡田港が完成するまで、ともに「橘丸」を沖合いに止めて交通船で往来していた。世情の面では、想定したほど観光客の数が多くなく、既成船でも十分対応できる時期には運航を休止していた。それに加えて、昭和12年に勃発した日中戦争により観光客の数はいっそう減る事となった。このため、「橘丸」は就航わずか2年足らずで休航することが多くなった。

### 戦時体制
「橘丸」は1938年（昭和13年）6月27日付で日本海軍に徴傭され、2日後の6月29日に呉鎮守府籍となる。呉海軍工廠において特設病院船としての改装工事を受けるが、その塗装は戦時国際法の規定とは異なり、明灰色に赤十字の標識を描いただけのものだった。改装後はただちに揚子江へ赴き、傷病兵の収容に従事する。しかし、7月29日に鄱陽湖にて中華民国軍機7機による空襲を受ける。爆弾自体は116ポンド（約50キロ）爆弾であったが、うち2発が「橘丸」への至近弾となり、左舷部の破口からの浸水を止めきれず浅瀬に座礁の後横転してしまった。人的被害は死者3名、負傷者5名。「橘丸」は9月に入って浮揚し、江南造船所で仮修理の後、三菱神戸造船所で本格的な修理に入った。その間の11月8日に日本海軍籍から除かれ、翌1939年（昭和14年）3月2日に解傭された。同日、修理を終えた「橘丸」は東京に戻った。
「橘丸」は東京湾汽船に復帰するも、依然として伊豆方面の観光事情が芳しくなかったので3月20日に日清汽船に傭船され、上海 -  南京 - 漢口方面にて運航された。しかし、12月7日に「葵丸」が伊豆大島乳が崎海岸で座礁沈没したため、大島航路に復帰する事となった。もっとも、復帰したとはいえ「大島ブーム」は沈静化しており、代わりに南房総への海水浴客輸送や鳥羽港まで「お伊勢参り」用のチャーター便としても活動した。太平洋戦争勃発後の1942年（昭和17年）5月に船舶運営会が組織され、「橘丸」も例外なく所属する事になったが、依然として大島航路に就航していた。
1943年（昭和18年）3月、「橘丸」は軍の徴用を受けないまま軍事輸送に従事する陸軍配当船に指定される。約半年間輸送船として行動の後、昭南（シンガポール）停泊中の10月7日付で陸軍病院船として徴傭され、10月9日には中立国経由で連合国側に通告された。陸軍病院船に転じた「橘丸」はニューギニア方面に進出するが、昭和19年3月14日に南緯02度14分 東経124度37分 / 南緯2.233度 東経124.617度の地点を航行中にB-24の爆撃と機銃掃射を受ける。その後は、1945年（昭和20年）8月にいわゆる「橘丸事件」で拿捕されるまでフィリピン、ハルマヘラ島方面などで行動した。

### 戦後
戦争終結後、アメリカ軍から返還の上8月24日付で日本陸軍籍から除かれた「橘丸」は、病院船仕様のまま復員船として引揚者輸送に使われる。戦後はGHQの日本商船管理局（en:Shipping Control Authority for the Japanese Merchant Marine, SCAJAP）によりSCAJAP-T002の管理番号を与えられており、1948年（昭和23年）6月に船腹にスカジャップナンバーを描き入れた。復員船としての活動は1948年（昭和23年）頃に事実上終わり、病院船としての設備を取り払った上で1950年（昭和25年）2月23日付で東海汽船に戻った。
大島航路に復帰後の「橘丸」は観光事情の回復とともに、ようやく本来の実力を発揮するようになる。伊豆大島との往復の他に納涼船として活動したり（1954年（昭和29年）の映画『ゴジラ』にも登場する）、1961年（昭和36年）の第52回国際ロータリー大会の出席者輸送にも活躍。1962年（昭和37年）8月24日の三宅島噴火では、海上自衛隊の護衛艦「わかば」などとともに避難民輸送に従事した。1969年（昭和44年）6月15日に「かとれあ丸」（2,210トン）が就航してからは神津島および式根島航路に転じ、1973年（昭和48年）1月に「さるびあ丸（初代）」（3,049トン）が竣工するのを機に引退する事となった。「橘丸」は昭和48年1月3日夕刻に伊豆大島を出港し、翌1月4日夕刻に竹芝桟橋に到着した航海が最終運航となり、1月7日に除籍。1月18日から19日にかけての引退イベント兼「さるびあ丸」お披露目イベントに参加した後、1月20日に相生に向けて最後の航海を行い、相生に到着後、九三商店によってスクラップとなった。就航から引退までの間、「橘丸」が運んだ乗客数はおよそ800万人を数えた。

## 病院長

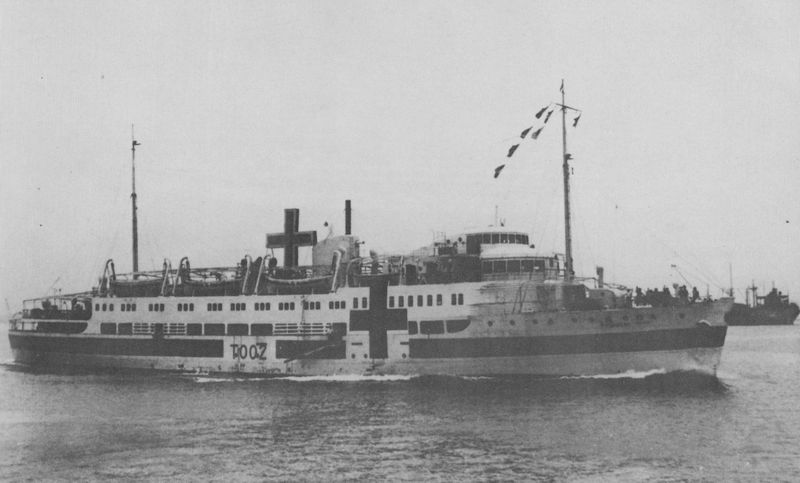
復員船として活動していた頃の橘丸

1. 田村明 軍医中佐：1938年6月29日[35] - 1938年10月26日
2. 馬渕渉 軍医中佐：1938年10月26日[36] - 1938年11月8日[37]